# Classificazione delle tracce fossili
Le tracce fossili sono classificabili in vari modi in base allo scopo per cui vengono definiti i criteri classificatori. Queste tracce possono essere classificate tassonomicamente (per la loro morfologia o forma), etologicamente (per comportamento supposto dell'animale che l'ha prodotta) e toponomicamente, cioè in base alla relazione della loro posizione con gli strati sedimentari circostanti. Tranne nei rari casi in cui la causa originale di una traccia fossile (solitamente un animale) possa essere identificata con sicurezza, la classificazione filogenetica dei fossili in traccia non è possibile.

## Classificazione tassonomica
La classificazione tassonomica delle tracce fossili è parallela alla classificazione tassonomica degli organismi in base al Codice internazionale di nomenclatura zoologica. Nella nomenclatura delle tracce fossili viene utilizzata la nomenclatura binomiale latina, proprio come nella tassonomia animale e vegetale, con un genere e un nome specifico. Tuttavia, i nomi binomiali non sono collegati a uno specifico organismo, ma piuttosto a una traccia fossile. Ciò è dovuto alla rarità del ritrovamento di una traccia fossile e uno specifico organismo o gruppo di organismi che la producono fossilizzati assieme. Le tracce fossili sono quindi incluse in un ichnotaxon separato dalla tassonomia linneana. Quando si fa riferimento a tracce di fossili, i termini ichnogenus e ichnospecies corrispondono rispettivamente a genere e specie.
I casi più promettenti di classificazione filogenetica sono quelli in cui tracce fossili simili mostrano dettagli abbastanza complessi da poterne dedurre i creatori, come le perforazioni ad opera di briozoi, tracce fossili di grandi trilobiti come Cruziana e le impronte delle zampe di vertebrati. Tuttavia, la maggior parte delle tracce fossili mancano di dettagli sufficientemente complessi per consentire tale classificazione.

## Classificazione etologica

### Il sistema di Seilacher
Adolf Seilacher fu il primo a proporre una base etologica ampiamente accettata per la classificazione delle tracce fossili. Ha riconosciuto che la maggior parte di esse sono create dagli animali in una delle cinque principali attività comportamentali e le ha nominate di conseguenza:
- Cubichnia: tracce di organismi lasciate sulla superficie di un morbido sedimento. Potrebbe quindi essere stata lasciata da un animale nell'atto di riposare, come nel caso di una stella marina, ma potrebbe anche evidenziare il nascondiglio di una preda, o addirittura la posizione dell'imboscata di un predatore.
- Domichnia: sono strutture abitative che riflettono le posizioni vitali degli organismi, ad esempio le tane o le alesature degli animali filtratori, e sono forse le più comuni tra le classi etologiche stabilite.
- Fodinichnia: tracce che si formano a causa di organismi che rimuovono i sedimenti nella loro ricerca di cibo. Normalmente vengono creati dai detritivori mentre si fanno strada attraverso sedimenti molli, producendo solitamente una struttura tridimensionale.
- Pascichnia: è un diverso tipo di traccia di alimentazione dovuta ai pascoli. Creano strutture bidimensionali mentre setacciano la superficie di un substrato duro o morbido per ottenere nutrimento.
- Repichnia: sono tracce di locomozione, che mostrano il percorso di organismi che si spostano da una zona all'altra, di solito lungo una linea quasi diritta o leggermente curva. La maggior parte delle pochissime tracce riconoscibili come prodotte da un organismo specifico rientrano in questa categoria, come le varie tracce di artropodi e vertebrati.[3]

### Altre classi etologiche
Dall'inizio della categorizzazione comportamentale, diverse altre classi etologiche sono state suggerite e accettate, come segue:
- Aedificichnia:[4] evidenza di organismi che costruiscono strutture al di fuori del regno infaunale, come tumuli di termiti o nidi di vespe.
- Agrichnia:[5] le cosiddette "tracce del giardinaggio", che sono reti sistematiche di cunicoli progettate per catturare la meiofauna migratrice o forse anche per la coltura di batteri. L'organismo avrebbe ispezionato continuamente questo sistema di tane per depredare eventuali organismi più piccoli che vi si allontanavano.
- Calichnia:[6] strutture create da organismi appositamente per scopi riproduttivi, ad es. celle di api.
- Equilibrichnia:[7] tane all'interno del sedimento che mostrano le risposte degli organismi alle variazioni del tasso di sedimentazione (ovvero la tana si sposta verso l'alto per evitare la sepoltura o verso il basso per evitare l'esposizione). Tipicamente questa traccia sarà sotto forma di spreiten, ovvero piccole laminazioni nei sedimenti che riflettono le posizioni precedenti in cui si trovavano gli organismi.
- Fugichnia:[8] "tracce di fuga" che si formano a seguito dei tentativi degli organismi di sfuggire alla sepoltura in eventi improvvisi ad alta sedimentazione come le correnti torbide. Le tane sono spesso contrassegnate da motivi a gallone che mostrano la direzione verso l'alto che gli organismi stavano scavando.
- Praedichnia:[9]  tracce fossili che mostrano prove di comportamento predatorio, come i fori lasciati nei gusci dai gasteropodi carnivori oppure i segni del morso trovati su alcune ossa di vertebrati.

Nel corso degli anni sono stati proposti numerosi altri gruppi comportamentali, ma sono stati rapidamente scartati dalla comunità ecnologica. Alcune delle proposte fallite sono elencate di seguito, con una breve descrizione:
- Chemichnia:  tracce Agrichnia applicate specificamente ai casi di raccolta batterica.
- Cecidoichnia: tracce di fiele su una pianta a causa dell'interazione con animali, batteri o altre piante.
- Corrosichnia: tracce lasciate dalle radici delle piante a causa della loro azione corrosiva sui sedimenti.
- Cursichnia: un sottogruppo della Repichnia, indica tracce lasciate dal gattonare o dal camminare.
- Fixichnia: tracce lasciate da organismi sessili che si sono ancorati a un substrato duro.
- Mordichnia: un sottogruppo di Praedichnia che mostra la morte della preda a seguito dell'attacco.
- Natichnia: un tipo di tracce Repichnia causate da disturbi a un sedimento molle di un organismo natatorio
- Polychresichnia: tracce che mostrano un'origine nella combinazione di due o più comportamenti in grado di produrre di tracce
- Sfenoichnia: tracce vegetali creata dall'azione bioturbazionale delle radici.
- Taphichnia: tracce Fugichnia in cui l'organismo non è riuscito a fuggire ed è stato sepolto, causando spesso il ritrovamento di fossili corporei in associazione con la traccia.
- Volichnia: tracce che mostrano la posizione in cui un organismo volante (di solito un insetto) è atterrato su un morbido sedimento.

Fixichnia è forse il gruppo con il maggior peso come candidato per la prossima classe etologica accettata, non essendo completamente descritto da nessuna delle undici categorie attualmente accettate. Vi è anche la possibilità che vengano accettate tre tracce di piante (Cecidoichnia, Corrosichnia e Sfenoichnia) , benché poca attenzione sia stata prestata loro dalla loro proposta.

## Classificazione toponomica
Un altro modo per classificare i fossili in tracce è quello di esaminare la loro relazione con il sedimento di origine. Martinsson ha fornito il più ampiamente accettato di tali sistemi, identificando quattro classi distinte per le tracce da separare al riguardo:
- Endichnia: tracce che si trovano interamente all'interno del mezzo di colata, e quindi possono essere state fatte solo da un organismo infaunale.
- Epicnia: tracce che si trovano sulle cime degli strati di origine, ovvero quelle creste e scanalature che sono state formate da organismi bentonici o tane infaunali che sono state esposte dall'erosione.
- Exichnia: tracce di materiale diverso dal mezzo circostante, essendo state attivamente riempite da un organismo o erose e ricoprite da un sedimento differente.
- Ipichnia: creste e scanalature che si trovano sulle suole dei letti di origine alle loro interfacce con altri strati, che rappresentano l'opposto dell'epichnia.

Sono state proposte altre classificazioni, ma nessuna si discosta molto da questa.

## Storia
I primi paleontologi originariamente classificarono molti fossili di tana come resti di alghe marine, come risulta dagli ichnogenera chiamati con il suffisso -phycus. Alfred Gabriel Nathorst e Joseph F. James hanno entrambi contestato controversa questa errata classificazione, suggerendo la reinterpretazione di molte "alghe" come tracce fossili di invertebrati marini.
Numerosi tentativi di classificare gli icnofossili sono stati fatti nel corso della storia della paleontologia. Nel 1844, Edward Hitchcock propose due ordini: Apodichnites, in grado di includere anche i percorsi tracciati da organismi privi di piedi, e Polypodichnites, comprentente quelli lasciati da organismi con più di un piede.